# Chameleon 3: Dark Angel
Chameleon 3: Dark Angel é un film per la televisione del 2000 diretto da John Lafia. È l'ultimo film della saga Chameleon.

## Trama
Kam, agente geneticamente modificato, tenta di sventrare i piani del fratello gemello.